# Agustín Abreu Cornelio
Agustín Abreu Cornelio (Ciudad de México, 1980) es un escritor y académico mexicano.

## Biografía
Nacido en la Ciudad de México, obtuvo una licenciatura en letras hispánicas por la Universidad Modelo en Mérida, Yucatán. Posteriormente obtuvo una maestría en bellas artes por la Universidad de Texas en El Paso y un doctorado en literaturas hispánicas por la Universidad de Pittsburgh.
Se ha desempeñado como profesor de literatura y redacción en nivel bachillerato, así mismo ha colaborado en varios medios impresos y virtuales, entre ellos, las revistas: Replicante, Tema y Variaciones de Literatura y la Spanish and Portuguese Review donde funge como asistente editorial.
Actualmente se desempeña como jefe del departamento editorial de revistas científicas de la Universidad Juárez Autónoma de Tabasco (UJAT).
Es autor de diversos poemarios y una plaquette, entre los que se destacan: Caramelo de muerta (2002), Los reflejos (2009) y Extinción del testimonio (2013). Junto a Karla Marrufo preparó una antología de la poesía de Óscar Oliva. Un ensayo suyo sobre Alí Chumacero aparece en el libro En la orilla del silencio (2012).
Recibió el Frank and Polly Ann Morrow Award (2012), otorgado por la Universidad de Texas en El Paso.

## Publicaciones seleccionadas

### Antologías
- Abreu Cornelio, Agustín; Escalante Andrade, Nadia; Garma, Ileana; Iris, Manuel; Manzanilla Pérez, Jorge; Marrufo, Karla; Murillo, Marco Antonio; Núñez, Christian et al. (2015). Casi una Isla : nueve poetas yucatecos nacidos en la década de 1980. Mérida, Yucatán: Gobierno del Estado de Yucatán.

### Libros
- Abreu Cornelio, Agustín (2009). Los reflejos (1a.edición edición). Mérida, Yucatán, México: Instituto de Cultura de Yucatán. ISBN 968-7871-87-3.
- Abreu Cornelio, Agustín (2013). Extinción del testimonio (1a.edición edición). Villahermosa, Tabasco, México: Gobierno del Estado de Tabasco, Instituto Estatal de Cultura de Tabasco. ISBN 9786077758822.
- Abreu Cornelio, Agustín (2024). Estas ruinas. Tabasco: Municipio del Centro. ISBN 978-607-69867-1-4.